# ABAニュース
『ABAニュース』（エービーエーニュース）は、青森朝日放送で放送しているスポットニュースである。現在は全国枠番組に内包での放送のみであるが、かつては21時前にローカルニュース単独の放送枠があった。

## 現在の放送時間

### 平日昼
- 毎週月曜 - 金曜 11:42 - 11:45（JST、3分）

2014年9月までは、他局と同様『ワイド!スクランブル』のローカル枠を差し替えて放送。2014年10月からは、『ワイド!スクランブル』の編成変更に伴い、後続の『ANNニュース』と共に単独番組化。
その後の『ANNニュース』を挟んで、11:56:55から県内天気予報を放送。元々は昼ニュースのアナウンサーが直接伝えていたが、2013年からは自動ナレーションの天気予報となった。
政局などの緊急事態により、当該時間も「ワイド!スクランブル」の放送に充てた場合は「ANNニュース」終了後の11:54から、夏の高校野球県予選の中継が11:45までに及ぶ場合は、11:56:55からローカルニュースと天気予報を放送する。ただし、2012年12月最終週は、『ワイド!スクランブル』のローカル枠の全てを差し替えせず、テレビ朝日と同じ内容を放送した。

### 朝・週末昼
当該時間帯ではローカルニュースは放送せず、『ANNニュース』のローカル部分を差し替えなしでそのまま放送している。ただし週末昼については、首長選挙および重大事件・事故があった場合に『ANNニュース』後半をABA発に切り替え、ローカルニュースを放送することがある。

## 過去の放送

### 昼
『ワイド!スクランブル』が現在の編成になる前は『お昼のN天ワイド』内での放送だった。『N天ワイド』から昼のローカルニュース放送を開始。
全国ニュースの前に放送という点は現在と変わらないが、ローカル枠内でニュースと天気予報を続けて放送していた点が異なる。また当時、夏の高校野球県予選の中継が11:45までに及んだ場合は、野球中継の途中にローカルニュースを挟み、「ANNニュース」を単独番組として放送する編成をとっていた。

### 午後
- 平日：14:55 - 15:00（日本時間、5分）
- 土曜：15:55 - 16:00 または 13:55 - 14:00（いずれも同上）
- 日曜：15:25 - 15:30 または 15:55 - 16:00（同上）

かつては1991年の開局時から全曜日にて午後の『ANNニュース』を『ABAニュース ANN』に改題して放送していた。
平日のネットは2003年3月28日、土曜のネットは2004年3月27日をもって打ち切った。土曜日のネットは2011年4月に一旦再開したが、同年10月に再び打ち切られた。タイトルおよびOP映像を差し替えている点は、現在も変わっていない。
現在、年末年始の特別編成時に限り、平日の放送も「ANNニュース」としてネットすることがある。

### 夜
- 1991年10月 - 2000年3月　20:54 - 21:00（日本時間、6分）
- 2000年4月 - 2000年9月　20:48 - 20:54（同上）
- 2000年10月 - 2003年3月　19:54 - 20:00（同上）

長時間特番が絡んだ場合は21:48 - 21:54もしくは21:42 - 21:48へ変更。
なお、在青民放テレビで平日21時前にローカルスポットニュースを放送したテレビ局はABAが最初である。
2008年秋からは、RABテレビが当該時間に『東奥日報ニュース』を放送している。
開局当初の天気予報のBGMはゴンチチの「Windy land」を使用していた。

## 関連番組
- ABAステーション
- スーパーJチャンネルABA